# الخاندرو پورتس
الخاندرو پورتس (انگلیسی: Alejandro Portes؛ زادهٔ ۱ ژانویهٔ ۱۹۴۴) جامعه‌شناس، و استاد دانشگاه اهل ایالات متحده آمریکا است.
وی همچنین برندهٔ جوایزی همچون دکترای افتخاری شده‌است.